# 야마가타촌 (오카야마현)
야마가타촌(山方村)은 오카야마현 아카이와군에 있던 촌이다. 현재의 아카이와시에 해당한다.

## 역사
- 1889년 6월 1일 - 정촌제 시행에 수반해 아카사카군 스사이촌이 발족하였다.
- 1900년 4월 1일 - 이와나시군과 합병해 아카이와군에 소속되었다.
- 1954년 3월 1일 - 사에키키타촌, 야마가타촌과 합병해 요시이정이 되어 소멸하였다.

## 참고문헌
- 和泉橋警察署 『新旧対照市町村一覧』第2冊（東京 ： 加藤孫次郎、1889（明22））
- 地名編纂委員会 『角川日本地名大辞典33 岡山』（角川学芸出版、1989、ISBN 4040013301）